# The Twin Fedoras
The Twin Fedoras è un cortometraggio muto del 1917 diretto da David Smith.
È il terzo episodio della serie cinematografica a un rullo The Dangers of Doris prodotta dalla Vitagraph tra il 1916 e il 1917 che aveva come protagonista l'attrice Mary Anderson.

## Trama
Doris, sulle tracce di alcune spie industriali, scopre che le informazioni vengono passate attraverso lo scambio di cappelli dei malviventi: i documenti vengono nascosti nel nastro della fedora. Doris, per pedinare il suo sospetto, salta sulla parte posteriore di un'auto, si arrampica sul portico di una casa di periferia e riesce a far catturare tutta la banda.

## Produzione
Il film fu prodotto dalla Vitagraph Company of America (come Broadway Star Features).

## Distribuzione
Distribuito dalla General Film Company, il film - un cortometraggio in una bobina - uscì nelle sale cinematografiche statunitensi il 5 gennaio 1917.